# Freweyni Hailu
Freweyni Hailu (en amárico: ፍሬወይኒ ሃይሉ, 12 de febrero de 2001) es una deportista etíope que compite en atletismo, especialista en las carreras de mediofondo.
Ganó tres medallas en el Campeonato Mundial de Atletismo en Pista Cubierta entre los años 2022 y 2025, y una medalla de plata en el Campeonato Mundial de Atletismo en Ruta de 2023.

## Palmarés internacional
| Campeonato Mundial en Pista Cubierta | Campeonato Mundial en Pista Cubierta | Campeonato Mundial en Pista Cubierta | Campeonato Mundial en Pista Cubierta |
| Año                                  | Lugar                                | Medalla                              | Prueba                               |
| ------------------------------------ | ------------------------------------ | ------------------------------------ | ------------------------------------ |
| 2022                                 | Belgrado (Serbia)                    | Medalla de plata                     | 800 m                                |
| 2024                                 | Glasgow (Reino Unido)                | Medalla de oro                       | 1500 m                               |
| 2025                                 | Nankín (China)                       | Medalla de oro                       | 3000 m                               |
| Campeonato Mundial en Ruta           |                                      |                                      |                                      |
| Año                                  | Lugar                                | Medalla                              | Prueba                               |
| 2023                                 | Riga (Letonia)                       | Medalla de plata                     | Milla                                |